# 한태일 (정치인)
한태일(韓泰日, 1909년 12월 7일~1995년 1월 21일)은 대한민국의 정치인이다. 제7대 국회의원을 지냈다.

## 역대 선거 결과
|  | 39.65% |

|  | 57.16% |

|  | 24.48% |